# Gyalolechia
Gyalolechia A. Massal. – rodzaj  grzybów z rodziny złotorostowatych (Teloschistaceae). Ze względu na współżycie z glonami zaliczany jest do porostów.

## Systematyka i nazewnictwo
Pozycja w klasyfikacji według Index Fungorum: Teloschistaceae, Teloschistales, Lecanoromycetidae, Lecanoromycetes, Pezizomycotina, Ascomycota, Fungi.
W polskiej literaturze gatunki tego rodzaju opisywane były pod nazwą Fulgensia (błyskotka). Po przeniesieniu do rodzaju Gyalolechia nazwa polska stała się niespójna z nazwą naukową.

## Gatunki występujące w Polsce
- Gyalolechia fulgens  (Sw.) Søchting, Frödén & Arup 2013 – tzw. błyskotka jasna
- Gyalolechia schistidii Anzi 1860 – tzw. błyskotka mchowa

Nazwy naukowe na podstawie Index Fungorum. Nazwy polskie według checklist Faltynowicza.